# Allium horvatii
Allium horvatii là một loài thực vật có hoa trong họ Amaryllidaceae. Loài này được Lovric mô tả khoa học đầu tiên năm 1971.